# Mjölig kochenillav
Mjölig kochenillav (Cladonia pleurota) är en lavart som först beskrevs av Flörke, och fick sitt nu gällande namn av Schaer. Mjölig kochenillav ingår i släktet Cladonia och familjen Cladoniaceae.  Arten är reproducerande i Sverige. Inga underarter finns listade i Catalogue of Life.

## Källor

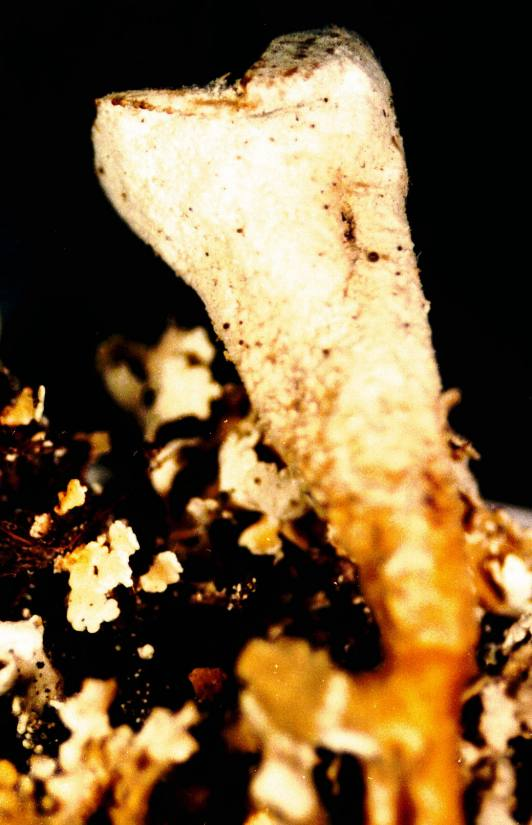
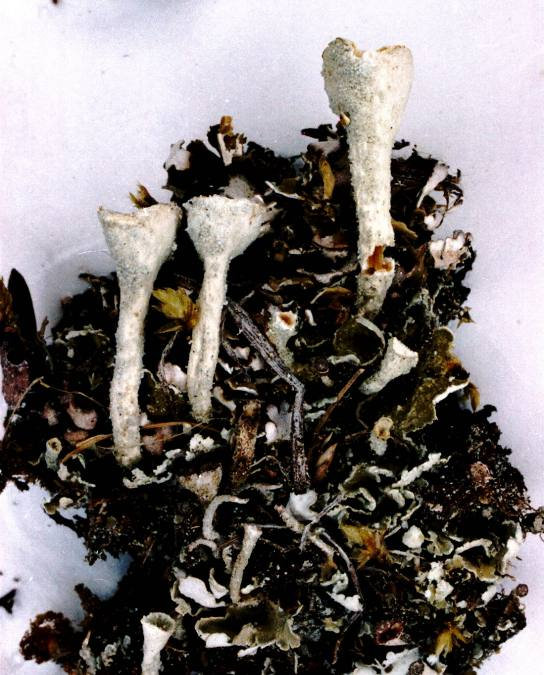
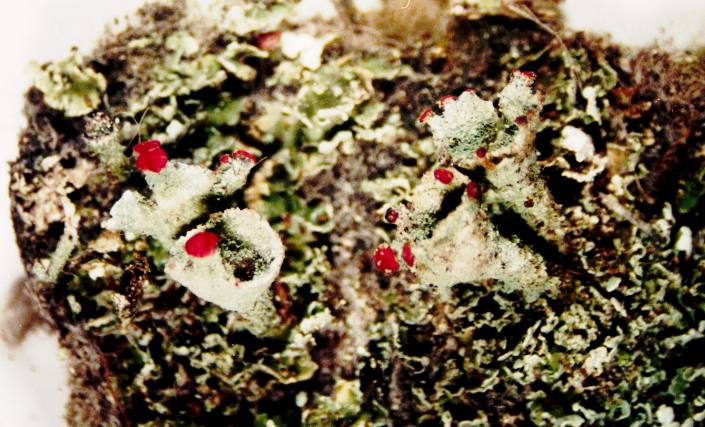
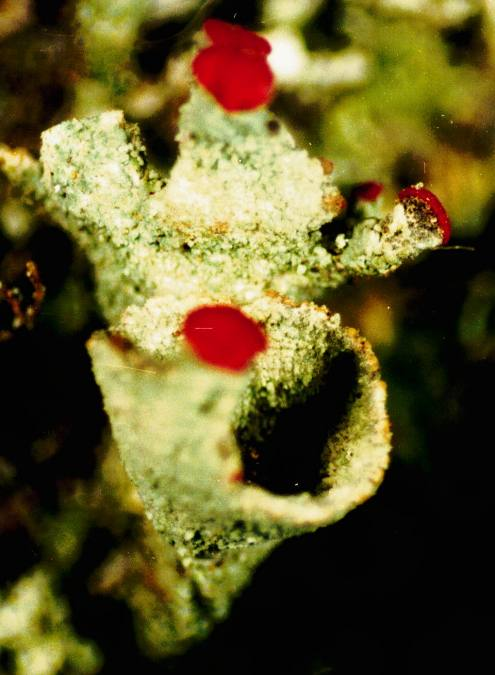
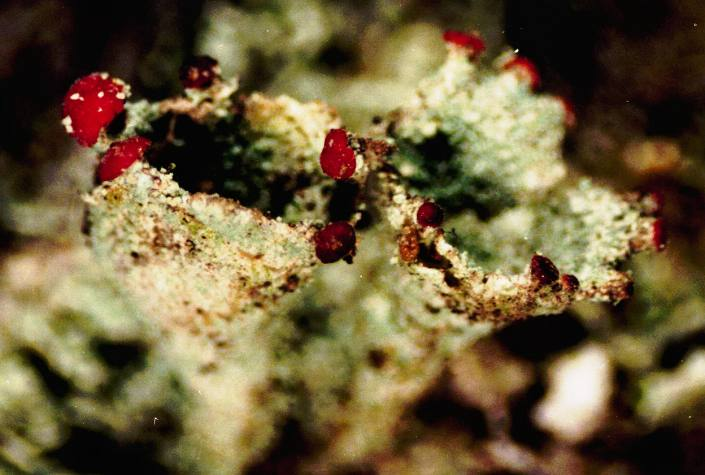
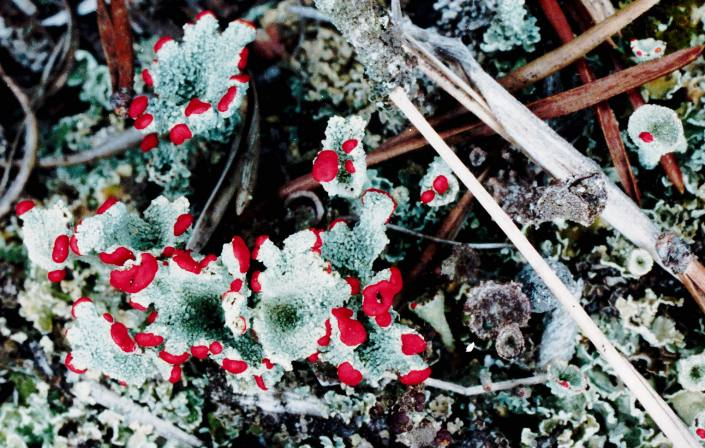
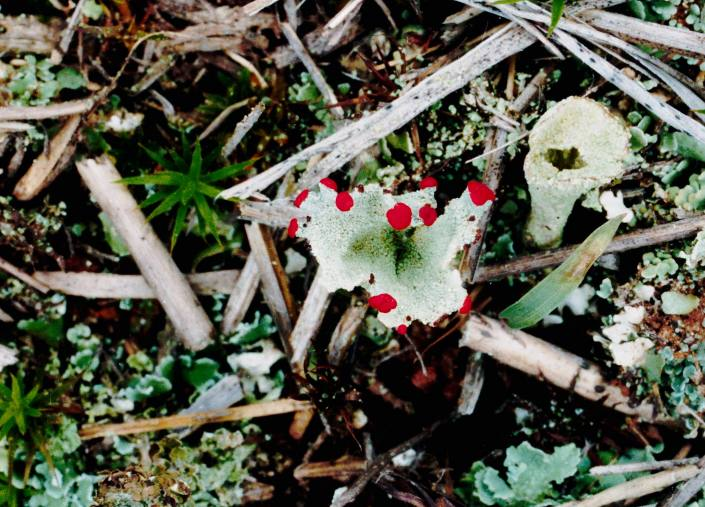
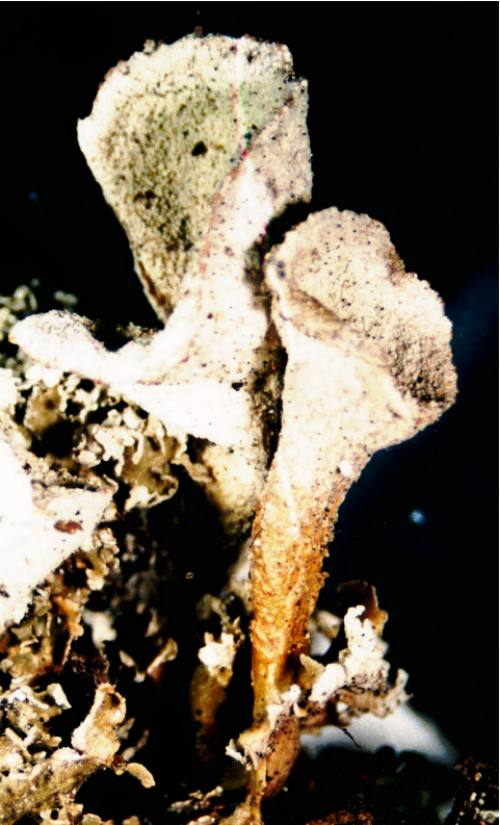